# Gråsvart kremla
Gråsvart kremla (Russula albonigra) är en svampart som först beskrevs av Julius Vincenz von Krombholz, och fick sitt nu gällande namn av Elias Fries 1874. Gråsvart kremla ingår i släktet kremlor och familjen kremlor och riskor.  Arten är reproducerande i Sverige. Inga underarter finns listade i Catalogue of Life.

## Källor

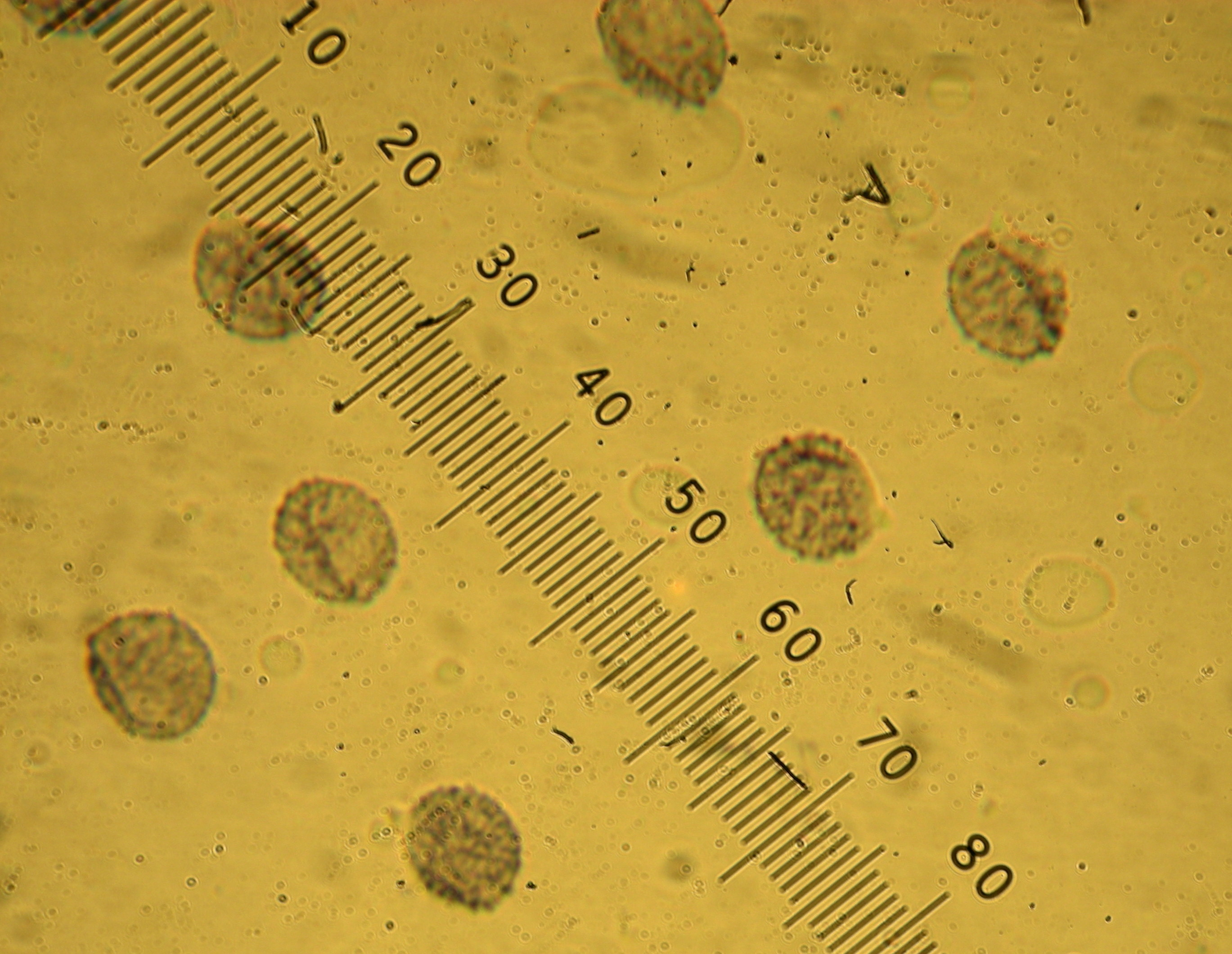